# Aruncarea în valuri

Aruncarea în valuri este primul LP al solistului de muzică folk Vasile Șeicaru, editat de casa Electrecord în anul 1983. Albumul conține 8 cântece, compuse integral de către interpret, 7 dintre ele pe versurile poetului Adrian Păunescu. Discul poate fi văzut și ca o încheiere a activității artistului în Cenaclul Flacăra, realizat fiind în ultimul an de participare a lui Vasile Șeicaru la acestă manifestare.

## Piese
1. Imposibila nuntă (Șeicaru/Păunescu)
2. Aruncarea în valuri (Șeicaru/Păunescu)
3. Pădurea și menajeria (Șeicaru/Păunescu)
4. Blues de dragoste (Șeicaru/Păunescu)
5. Memento (Șeicaru/Doina Sălăjan)
6. La adio (Șeicaru/Păunescu)
7. Antiprimăvara (Șeicaru/Păunescu)
8. Să vânăm lumina lunii (Șeicaru/Păunescu)